# Burgstall Schlossberg (Rimbach)
Der Burgstall Schlossberg bezeichnet eine abgegangene Höhenburg 620 m südöstlich der Filialkirche St. Margaretha von Rattenbach, einem Gemeindeteil der niederbayerischen Gemeinde Rimbach im Landkreis Rottal-Inn. Die Anlage wird als Bodendenkmal unter der Aktennummer D-2-7542-0024 mit der Beschreibung „Burgstall des hohen und späten Mittelalters (Schloßberg)“ geführt.

## Geschichte
Die Burg war der Sitz des Edelgeschlechts (ministeriales regni) der im 12. und 13. Jahrhundert erwähnten Rattenbacher. 1140 werden Engelschalk und Warmund de Rattenpach, 1160 ein Adelram und Chunradus de Rattenbach, 1170 der Vater Engelschalk und der Sohn Chunrad erwähnt. Genannt werden später ein Engelscalcus, Chunradus (1200) und Warmunt de Rattenpach (1215). 1215 schenken die Mutter Alheidis, ihre Söhne Alram, Engelschalk und Chunrad sowie der Onkel Chunrad de Prunowe dem Kloster Ranshofen Güter in Rimbach, Rattenbach, Bromberg und Orading. Vor dem 22. Januar 1387 wird hier Harrprecht der Amrunger genannt. Am 22. Januar 1387 verzichten die Brüder Lienhart und Andre die Achtoriffer auf die Nachlassenschaft ihres Vetters Harrprecht Amrunger zugunsten ihrer Oheime und Vetter Harprecht Harskirchner, Reichker Amrunger und Ortlieb Puchpeck. 1417 schenkt Harprecht der Harskirchner die Hofmark Raetenbach dem Hl.-Geist-Spital zu Braunau. Rattenbach wird 1560 und 1737 als „beschlossene Hofmark“ genannt.  1803 erfolgt die Säkularisation der Hofmark. Rattenbach wird dem Gericht Eggenfelden zugeordnet. 

## Beschreibung
Der zweigliedrige Burgstall Schlossberg liegt in einem Waldgebiet 15 m oberhalb des 140 m nördlich entspringenden Rattenbachs, eines Zuflusses zum Rimbach, der wiederum einen linken Zufluss zum Kollbach darstellt. Das auf der Lidaraufnahme gut erkennbare Kernwerk bildet den südlichen Teil der Anlage, nördlich davon schließt eine Vorburg an. Das Kernwerk besteht aus einem 2 m über der Umgebung aufragenden Plateau von 25 m im Durchmesser. Zur Sohle des Ringgrabens fällt dieses um 4 m ab; dieser steigt im Südwesten, Süden und Osten wieder um 3 m zur Krone eines 1 m hohen Außenwalls an. Im Norden liegt die durch einen Graben getrennte Vorburg; sie besitzt eine Breite von 15 m und eine Länge von 10 m. Im Osten und Norden folgt dem Graben um die Vorburg ein zweiter Graben mit einem dazwischenliegenden Wall. Dieser läuft gegen Westen in einem flachen Hang aus. Hier liegt eine Eingrabung mit Ziegelschutt.